# Mikroelnet
Et mikroelnet eller blot mikronet (engelsk: microgrid) er et lokalt elektrisk elektricitetsforsyningsnet med definerede elektriske grænser, der fungerer som en enkelt og kontrollerbar enhed. Et mikroelnet er generelt i stand til at fungere såvel elnettilsluttet som i ødrift. Et 'Stand-alone'-mikroelnet eller isoleret mikroelnet fungerer kun uden for nettet og kan ikke tilsluttes et bredere elektrisk strømsystem.

## Funktion
Et elnettilsluttet mikroelnet fungerer normalt forbundet med og synkront med det traditionelle synkrone elnet (makroelnet), men er i stand til at afbryde forbindelsen fra det store elnet og fungere autonomt i ødrift, som tekniske eller økonomiske forhold tilsiger. På denne måde forbedrer de elforsyningssikkerheden i mikroelnetcellen og kan levere nødstrøm ved at skifte mellem ødrift og elnet tilkoblet tilstand. Denne slags funktion kaldes mikronet med ødrift mulighed.
Et enkeltstående mikroelnet har sine egne elkilder til elektricitet, suppleret med et energilagringssystem. De bruges, hvor kraftoverførsel og distribution fra en større centraliseret energikilde er for langt og dyrt at drive. Mikroelnet tilbyder en mulighed for elektrificering af landdistrikter i fjerntliggende områder og på mindre geografiske øer. Et enkeltstående mikroelnet kan effektivt integrere forskellige elkilder til distribueret produktion (DG), især vedvarende energikilder (RES).

## Fordele og udfordringer
Mikronet kan bygges i afgrænsede områder, der har et væsentligt strømforbrug, eksempelvis en meget elforbrugende virksomhed som en havneterminal eller et jernstøberi, eller i geografiske områder som f.eks. øer, hvor det er meget dyrt at forbinde med det kollektive elnet.
Styring og beskyttelse er vanskeligheder for mikroelnet, da alle hjælpetjenester til systemstabilisering skal genereres inden for mikroelnettet, og lave kortslutningsniveauer kan være udfordrende for selektiv drift af beskyttelsessystemerne. En vigtig funktion er også at levere flere nyttige energibehov, såsom opvarmning og afkøling udover elektricitet, da dette tillader energibærersubstitution og øget energieffektivitet på grund af spildvarmeudnyttelse til opvarmning, varmt brugsvand og afkølingsformål (tværsektorielt energiforbrug).

## Mikronet i den grønne omstilling
Øget anvendelse af mikronet reducerer behovet for at udvide det kollektive elnet, hvilket anses for en af flaskehalsene i den grønne omstilling. Samtidig kan mikronet ofte opbygges hurtigere end bygningen af nye store transmissionslinjer til den elektriske strøm. Energiinvesteringsselskabet Copenhagen Infrastructure Partners lancerede i 2025 selskabet Plexar Energy med omkring 800 millioner kroner i ryggen til at opbygge en forretning med udvikling af mikronet baseret på vedvarende energi.